# Салуда (Јужна Каролина)
Салуда (енгл. Saluda) град је у америчкој савезној држави Јужна Каролина.

## Демографија
По попису из 2010. године број становника је 3.565, што је 499 (16,3%) становника више него 2000. године.
| Група             | 2000.         | 2010.         |
| Белци             | 1.219 (39,8%) | 898 (25,2%)   |
| Афроамериканци    | 1.241 (40,5%) | 1.404 (39,4%) |
| Азијати           | 0 (0,0%)      | 15 (0,4%)     |
| Хиспаноамериканци | 594 (19,4%)   | 1.208 (33,9%) |
| Укупно            | 3.066         | 3.565         |